# Signa (Künstlerpaar)

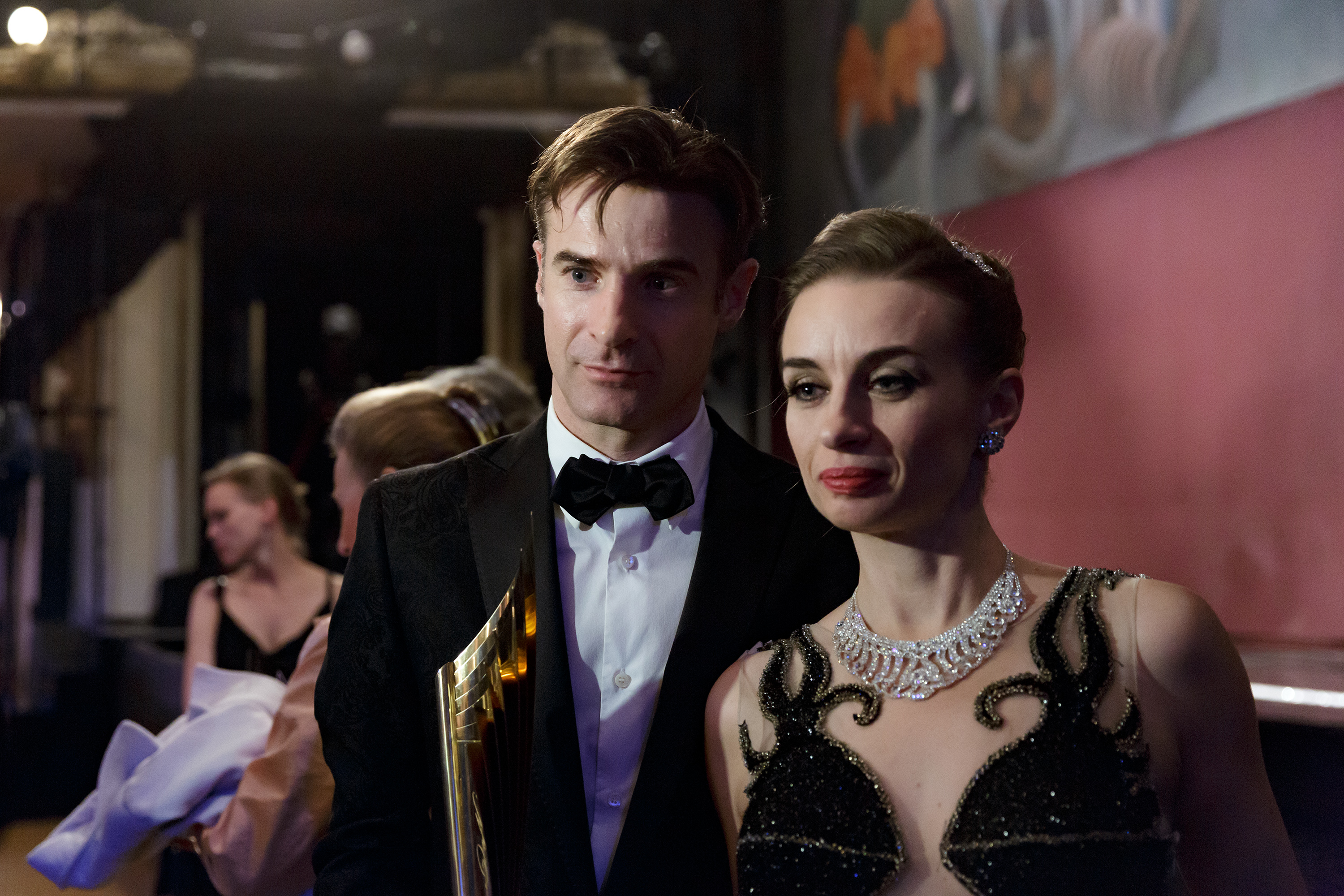
Signa, Signa und Arthur Köstler bei der Nestroy-Verleihung 2016

Signa (Eigenschreibweise: SIGNA) ist ein Kopenhagener Künstlerehepaar, das sich mit der performativen Theaterform des immersiven Theaters auseinandersetzt. Es besteht aus der dänischen Performance- und Installationskünstlerin Signa Köstler (* 1975 in Aarhus, geborene Sørensen) und dem österreichischen Medien-Performancekünstler Arthur Köstler (* 1972 in Gmunden) besteht. Bis 2013 bildeten sie zusammen mit Thomas Bo Nilsson ein Performance-Kollektiv. Die Deutsche Bühne beschrieb Signa in ihrer Saisonbilanz 2017/18 als eine der innovativsten Theater- und Performance-Gruppen Europas.

## Geschichte
Seit 2001 inszeniert Signa Köstler unter dem Namen Signa ihre Performance-Installationen, 2004 kam Arthur Köstler dazu. 2005 folgte Thomas Bo Nilsson, der das Kollektiv 2013 wieder verließ. Zusammen mit einem Ensemble internationaler Schauspieler bespielen Signa leer stehende Gebäude oder Brachflächen und haben durch ihre radikale und konsequente Spielweise den Begriff des „Site-specific Theaters“ neu geprägt. Sie sind Vorreiter des Immersiven Theaters, denn Signa bespielen nicht nur einen Ort, sie kreieren eine in sich geschlossene Welt, die der Zuschauer selbst erfahren und erforschen kann. Ihre Performances dauern zwischen 3 und 288 Stunden am Stück, der Zuschauer kann zum Teil wählen, wie lange er in der Installation bleiben will.

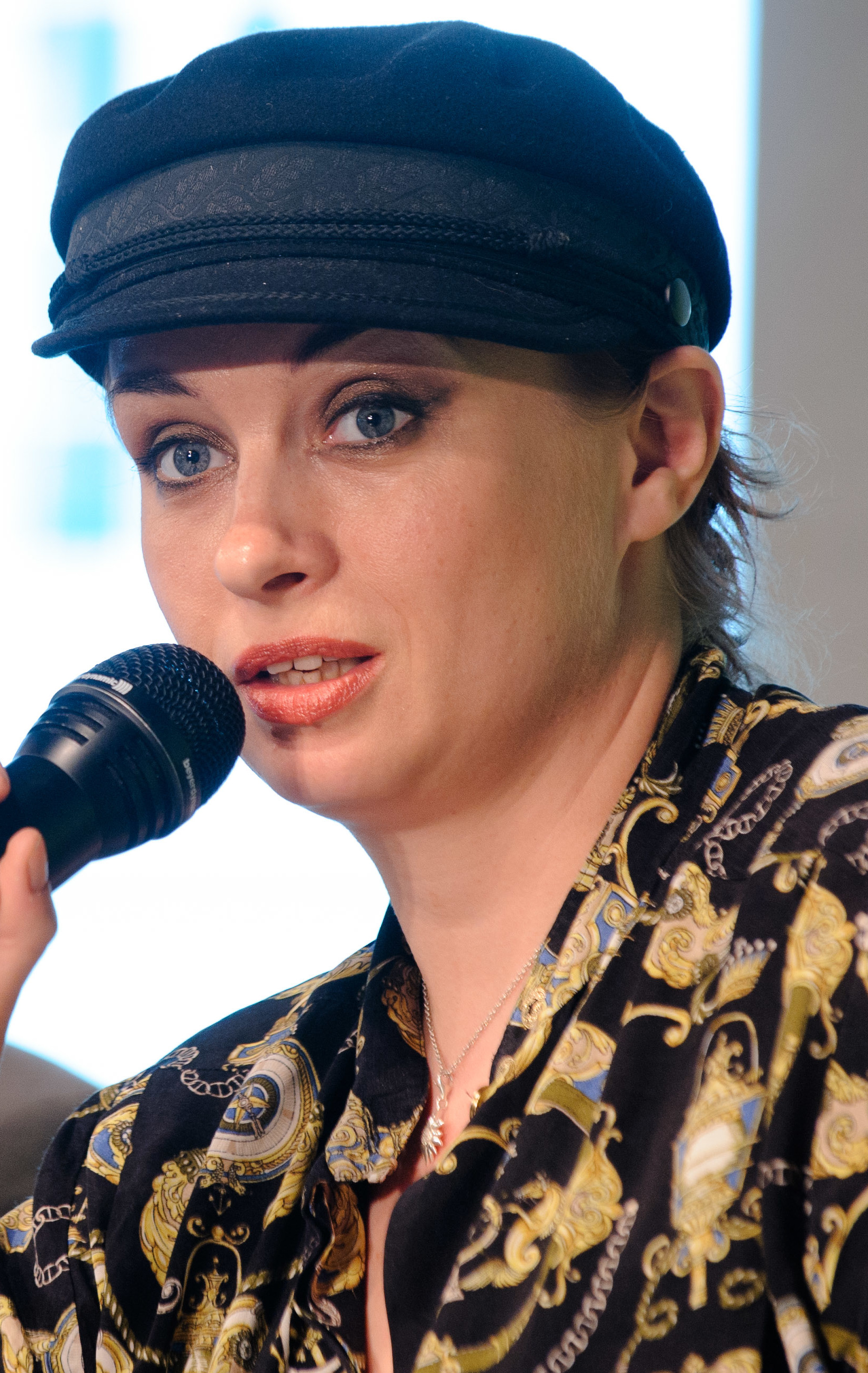
Signa Köstler (2013)

Signa Köstler studierte an der Universität Kopenhagen Kunstgeschichte sowie Film- und Medienwissenschaften. 2001 begann sie, mit Installation als Kunstform zu experimentieren. Zu Beginn ihrer Karriere finanzierte sie ihre Installationen mit der Arbeit als Champagner Girl in Nachtclubs. Sie selbst beschreibt die Erfahrungen und Eindrücke aus dieser Zeit in mehreren Interviews als prägend und entscheidend für ihre künstlerische Entwicklung. Signa Köstler begann, in ihren Arbeiten die Grenzen zwischen Nähe und Intimität zu erforschen, indem sie sich selbst zu einem Teil ihrer Installationen machte. Die oft kontroversen Themen um Machtstrukturen, Abhängigkeiten, Ausbeutung und die radikale Form ihrer Performances brachten ihr bald den Ruf als eine der innovativsten und führenden europäischen Performance-Künstlerinnen und -Regisseurinnen ein. Ihre Installationen wurden größer und involvierten mehr Darsteller. Sie erhielt zahlreiche Preise, u. a. den Bisballe-Preis (2005) und wurde 2008 mit Die Erscheinungen der Martha Rubin zum 45. Berliner Theatertreffen eingeladen.
2004 traf sie während ihrer Arbeit zu 57 Beds den Medien- und Performancekünstler Arthur Köstler. Gemeinsam gründeten sie das Performance-Kollektiv Signa. Der Österreicher Arthur Köstler war zuvor Frontmann der experimentellen Post-Rock-Band PEST (1995–1997), mit internationalen Tourneen und Plattenverträgen. 1998 zog er nach Kopenhagen und realisierte mit unterschiedlichen skandinavischen Künstlern und Musikern multimediale Installationen und Performances. Für Signa entwirft Arthur Köstler den multimedialen Teil der Installationen und produziert, zum Teil zusammen mit dem Fotografen Erich Goldmann, Filme und Tonaufnahmen, die die Arbeit von Signa dokumentieren. Auch privat sind Signa und Arthur Köstler ein Paar, seit 2005 sind sie verheiratet.

## Aufführungen
Ihren Erfolg in Deutschland begründeten Signa mit der Inszenierung Die Erscheinungen der Martha Rubin zur Intendanzeröffnung von Karin Beier am Schauspiel Köln in der Halle Kalk 2007. Besonders bemerkenswert waren hierbei Dauer und Größe der Performance. Wie schon zuvor bei The Black Rose Trick in Malmö 2005, war die Erscheinungen der Martha Rubin eine non-stop Performance. Für die Performance wurde in der Halle Kalk auf einer Fläche von 1480 m² ein komplettes Dorf mit 21 Häusern errichtet, das die Darsteller während der gesamten Aufführungsdauer bewohnten. In drei Blöcken von jeweils 72 bzw. 48 Stunden, konnten die Zuschauer ein Dorf samt Militärstation rund um die Uhr besuchen und sich dort frei durch das Geschehen bewegen. Die Inszenierung wurde als erste des Schauspiel Kölns unter der Intendanz von Karin Beier zum Berliner Theatertreffen 2008 eingeladen. Logistisch war es eine der aufwändigsten Inszenierungen in der Geschichte des Berliner Theatertreffens, sämtliche Häuser aus Köln mussten per LKW nach Berlin transportiert werden. Die Performance in Berlin war dann mit 2184 m² und 26 Häusern noch etwas größer als in Köln. Gespielt wurde in der Lokhalle auf dem Tempelhofer Südgelände. Während des Theatertreffens lief die Performance über 250 Stunden non-stop.
Die Performance Salò in Kopenhagen 2010 wurde kontrovers diskutiert, ob ihrer expliziten Darstellung von Gewalt oder sexueller Handlungen. Signa kehren auch hier wieder zu ihren Kernthemen zurück – der Auseinandersetzung mit Totalitären Regimen und sexueller Ausbeutung sowie dem Hinterfragen von Machtstrukturen. Während die Gruppe sich in vorherigen Arbeiten nur ab und zu lose auf literarische und historische Vorlagen bezog, widmete sie sich hier zum ersten Mal einer konkreten filmischen Vorlage Die 120 Tage von Sodom  von Pier Paolo Pasolini und nahmen auch Bezug auf die gleichnamige Buchvorlage von Donatien Alphonse François de Sade. Die Handlung wurde ins heutige Kopenhagen übertragen. In vier Spielblöcken, angelehnt an die Unterteilung bei Donatien Alphonse François de Sade, zeigte die Gruppe ihre Interpretation des kontroversen Stoffes. Die Blöcke dauerten jeweils sieben bzw. fünf Tage, wieder wurde durchgängig gespielt. Die expliziten Szenen und die Dauer der Performance riefen große Debatten im dänischen, aber auch internationalen Feuilleton über die Grenzen und Freiheit von künstlerischer Darstellung hervor. Die Inszenierung war für den dänischen Theaterpreis Reumert nominiert.
Hundsprozesse (2011) war nach Die Erscheinungen der Martha Rubin und Die Hades Fraktur die dritte Arbeit von Signa für das Schauspiel Köln. Vorlage für die Performance war Kafkas Der Process. Die Inszenierung fand in der ehemaligen KfZ Zulassungsstelle in Köln-Ehrenfeld auf ca. 3100 m² statt, 79 Räume waren für das Publikum zugänglich, weitere 20 enthielten zusätzliche Sound-Installationen. Die Zuschauer nahmen die Rolle des Herrn K ein und konnten über Stunden durch ein Labyrinth von Verhör-, Gerichts- und Büroräumen versuchen, ihren Fall zu ergründen. Die Publikumslogistik war hierbei eine besondere Herausforderung. Die Zuschauer mussten so aufgeteilt und durch das Gebäude gelotst werden, dass alle Räume besucht wurden, aber zu unterschiedlichen Zeiten. Es wurde eigens für diese Performance ein Computerprogramm zur Bewältigung der Publikumslogistik entwickelt, um das Publikum durch das Haus zu navigieren.
Für die Produktion Schwarze Augen Maria 2013/14 – Deutsches Schauspielhaus Hamburg – entwarf Signa Köstler das Bühnenbild. Zum ersten Mal arbeitete sie hierbei mit der Szenografin Mona El Gammal zusammen, die zuvor schon bei Club Inferno als Bühnenbild-Assistentin bei Signa mitwirkte. Co-Regie führte Sebastian Sommerfeld.

## Werke

### Theater
- 2001–2002: „The Twin Life Project“: verschiedene Orte in Kopenhagen
- 2003: „Night Finder I“: Junge Hunde Festival Bremen und Kanonhallen Kopenhagen
- 2003–2008: „The Games“, Verschiedene Orte in Dänemark, Freaks, Friends and Players Festival Junges Theater Bremen: Odessa – Ukraine, Warna – Bulgarien, Cordoba – Argentinien, Bilbao – Spanien
- 2004: „57 Beds“: Kanonhallen, Østerfælled Torv, Kopenhagen, Dänemark
- 2004: „Secret Girl“: Meiningen, Deutschland
- 2005: „The Black Rose Trick“: leer stehendes Fabrikgebäude, Suezgatan 11, Malmö, Schweden
- 2006: „The Silvana Experiment“: Kunstforeningen Gammel Strand, Kopenhagen, Dänemark
- 2006: „Seven Tales of Misery“: Plex – Musiktheater Kopenhagen, Kopenhagen, Dänemark
- 2007: „Die Erscheinungen der Martha Rubin“: Schauspiel Köln Halle Kalk
- 2007–2008: „The Dorine Chaikin Trilogy“: Turbinehallerne, Adelgade 10, Kopenhagen, Ballhaus Ost Berlin, Steirischer Herbst
- 2008: „Die Erscheinungen der Martha Rubin“: 45. Berliner Theatertreffen Berliner Theatertreffen 2000 bis 2009
- 2009: „Die Hades Fraktur“: Schauspiel Köln Schauspiel Köln
- 2009: „Germania Song“: Central Theater Leipzig Schauspiel Leipzig
- 2010: „Salò“ nach Pier Paolo Pasolinis Die 120 Tage von Sodom, Republique Theatre Kopenhagen
- 2011: „Die Hundsprozesse“: Schauspiel Köln nach Kafkas Der Process
- 2011: „Das ehemalige Haus“: Salzburger Festspiele
- 2011: „Bleier Research, Inc“: Tallinn, in Kooperation mit Kulturhauptstadt Europas Tallinn, Estland
- 2013: „Club Inferno“: nach Dantes Göttliche Komödie, Volksbühne am Rosa-Luxemburg-Platz, Berlin
- 2013/2014: „Schwarze Augen, Maria“, Deutsches Schauspielhaus, Hamburg
- 2014: „Ventestedet“: Republique Theatre Kopenhagen
- 2015: „Feberhavnen“: The Royal Danish Ballet/Corpus, Kopenhagen
- 2015: „Söhne & Söhne“: Deutsches Schauspielhaus, Hamburg
- 2016: „Wir Hunde/Us Dogs“ Volkstheater Wien – Wiener Festwochen
- 2017: „Das Heuvolk“: Nationaltheater Mannheim – 19. Internationale Schillertage
- 2017: „Das halbe Leid“: Deutsches Schauspielhaus, Hamburg
- 2019: „Det Åbne Hjerte“: Aarhus Festuge, Aarhus
- 2019: „Playthings“: New European Theatre Festival, St. Petersburg
- 2021/2022: „Die Ruhe“: Deutsches Schauspielhaus, Hamburg
- 2023: "Das 13. Jahr. Immersive Installation", Hamburger Schauspielhaus (Halle 7)

### Film
- „Circle of Mania“ gezeigt in Reykjavík beim Sequences Festival 2011
- „Hundsprozesse Zi.102-128“ gezeigt in Linz beim Crossing Europe Filmfestival 2012

## Auszeichnungen
- 2005: Malmö-Lundapriset „The Black Rose Trick“
- 2006: „Seven Tales of Misery“ nominiert für den Reumert
- 2006: Danske Sceneinstruktørers Hæderspris
- 2007: „Dorine Chaikin Institute“ Theaterstück des Jahres des Magazins zitty
- 2007: „Dorine Chaikin Institute“ nominiert für das Bühnenbild des Jahres in Theater heute
- 2007: „Die Erscheinungen der Martha Rubin“ nominiert für das Bühnbild des Jahres in Theater heute
- 2008: Einladung zum Berliner Theatertreffen 2000 bis 2009 mit „Die Erscheinungen der Martha Rubin“
- 2010: „Salò“ nominiert für den Reumert
- 2011: „Hundsprozesse“ nominiert für das Bühnbild des Jahres in Theater heute
- 2016: Nestroy-Theaterpreis – Spezialpreis für Wir Hunde / Us Dogs[2]
- 2016: Theaterpreis Hamburg – Herausragendes Bühnenbild[3]
- 2022: Einladung zum Berliner Theatertreffen mit Die Ruhe
- 2024: Faustverleihung 2024: Auszeichnung in der Kategorie Raum (Signa Köstler)[4]